# Montreal (Aude)
Montreal (en francès Montréal) és un municipi de França de la regió d'Occitània, al departament de l'Aude